# Kamehameha lunalilo
Kamehameha lunalilo är en insektsart som beskrevs av George Willis Kirkaldy 1902. Kamehameha lunalilo ingår i släktet Kamehameha och familjen ängsskinnbaggar. Inga underarter finns listade i Catalogue of Life.